# Act II: The Meaning of, and All Things Regarding Ms. Leading
 (octobre 2017).
Si vous disposez d'ouvrages ou d'articles de référence ou si vous connaissez des sites web de qualité traitant du thème abordé ici, merci de compléter l'article en donnant les références utiles à sa vérifiabilité et en les liant à la section « Notes et références ».
Albums de The Dear Hunter
Act I: The Lake South, The River North
(2006) Random EP (Number 1)
(2007)
Act II: The Meaning of, and All Things Regarding Ms. Leading est le deuxième album du groupe américain de rock progressif The Dear Hunter, sorti le 22 mai 2007 chez Triple Crown Records.

## Présentation
Cet album est la seconde partie d'une histoire en six actes.
Acte II commence avec la mort de la mère du protagoniste, Mme Terri. Après sa mort, Hunter décide de quitter leur habitat isolé près du lac pour découvrir le monde que sa mère lui a caché étant enfant et, ainsi, en apprendre plus sur ses origines. Après avoir rejoint la ville par le train, il se fait aborder par une fille, Miss Leading, qui travaille dans la même maison close que sa défunte mère, The Dime. Hunter, n'ayant aucune connaissance de la ville et de ce genre de métier, se laisse prendre au jeu de la séduction et ils passent la nuit ensemble. Leur relation évoluera tout au long d'Acte II, jusqu'à ce qu'Hunter découvre le principe de son métier et, après une douloureuse séparation, décide de prendre le bateau vers ce qui le mènera aux événements d'Acte III.
D'après l'interview de Casey Crescenzo (en) pour le site AbsolutePunk, le groupe a composé environ 120 minutes de musique pour l'album, mais a dû le réduire en dessous de 80 minutes, pour éviter d'avoir à sortir un double-disque.
L'album comporte de nombreuses musiques réécrites et réenregistrées provenant de la démo Dear Ms. Leading (en). Même si Casey base beaucoup de textes de cette démo sur son expérience personnelle, il déclare que l'histoire d'amour avec une prostituée n'est quant à elle basée sur aucune expérience personnelle.
En juin 2007, l'artiste Kent St-John est choisi pour illustrer un livre basé sur l'histoire d'Acte II. L'évolution de son travail peut être consulté sur son blog personnel.
En mars 2014, Triple Crown Records réédite l'album au format 2 × vinyle LP.

## Liste des titres
Toutes les paroles sont écrites par Casey Crescenzo (en), toute la musique est composée par The Dear Hunter.
| 1.    | The Death and the Berth                                           | 0:38 |
| 2.    | The Procession                                                    | 4:59 |
| 3.    | The Lake and the River                                            | 9:30 |
| 4.    | The Oracles on the Delphi Express                                 | 4:18 |
| 5.    | The Church and The Dime                                           | 4:58 |
| 6.    | The Bitter Suite I and II: Meeting Ms. Leading / Through the Dime | 6:07 |
| 7.    | The Bitter Suite III: Embrace                                     | 7:46 |
| 8.    | Smiling Swine                                                     | 4:45 |
| 9.    | Evicted                                                           | 3:45 |
| 10.   | Blood of the Rose                                                 | 3:49 |
| 11.   | Red Hands                                                         | 6:08 |
| 12.   | Where the Road Parts                                              | 4:30 |
| 13.   | Dear Ms. Leading                                                  | 4:28 |
| 14.   | Black Sandy Beaches                                               | 4:13 |
| 15.   | Vital Vessle Vindicates                                           | 7:09 |
| 77:04 |                                                                   |      |

Note
- Les pistes 9 et 11 à 14 sont initialement parues sur la démo Dear Ms. Leading.

## Crédits

### Membres du groupe
- Casey Crescenzo : chant, guitare acoustique, guitare électrique, basse, piano, orgue (Rhodes), percussions, marimba
- Luke Dent : piano, orgue, chant
- Sam Dent : batterie, percussions, glockenspiel, timbales
- Erick Serna : guitares électrique et acoustique

Musiciens additionnels
- Phil Crescenzo : banjo
- Matt Tobin : violon
- Philippe Wolf, Brandon Brooks : violoncelles
- Jason Belcher : trompette, cor d'harmonie
- Krysten Keches : harpe

### Équipes technique et production
- Production, ingénierie, mixage : Casey Crescenzo
- Mastering : Julia Sortwell